# Mordellistena vilis
Mordellistena vilis är en skalbaggsart som först beskrevs av Leconte 1858.  Mordellistena vilis ingår i släktet Mordellistena och familjen tornbaggar. Inga underarter finns listade i Catalogue of Life.